# Jordan Labrosse
Jordan Labrosse (* 15. September 2002 in Cours-la-Ville) ist ein französischer Radrennfahrer.

## Sportlicher Werdegang
Mit dem Wechsel in die U23 wurde Labrosse 2021 Mitglied im Nachwuchsteam von AG2R. Bei Rennen des nationalen Kalenders errang er bis Mitte 2023 eine Reihe von Siegen und weiteren Podiumsplatzierungen. Auf internationaler Ebene erzielte er seinen ersten Sieg mit dem Gewinn der dritten Etappe von Kreiz Breizh Elites 2022. Zum Ende der Saison 2022 gewann er das Eintagesrennen Ruota d’Oro und wurde Dritter bei Il Piccolo Lombardia.
Zum 1. August 2023 wurde Labrosse in das UCI WorldTeam von AG2R übernommen. Der vierte Platz bei der Cholet Agglo Tour 2024 ist sein bisher bestes Resultat als Radprofi.

## Erfolge
2020
- eine Etappe La Philippe Gilbert juniors

2022
- eine Etappe Kreiz Breizh Elites
- Ruota d’Oro